# Chrysomyxa expansa
Chrysomyxa expansa är en svampart som beskrevs av Dietel 1900. Chrysomyxa expansa ingår i släktet Chrysomyxa och familjen Coleosporiaceae.   Inga underarter finns listade i Catalogue of Life.